# 平岡資模
平岡 資模（ひらおか すけのり、元禄11年（1698年） - 天明6年2月11日（1786年3月10日））は、江戸時代の武士、旗本。通称は萬次郎、仁右衛門。平岡資明の二男。母は今井則次の娘。平岡資頻の養子となった。妻は芝山氏。子に平岡資英、加藤正顕（加藤政峯の養子）、娘に長井正興室。

## 生涯
享保5年（1720年）家督を継ぎ、享保6年（1721年）徳川吉宗に拝謁。享保7年（1722年）新番となり、享保13年（1728年）日光参詣に供奉する。寛保2年（1742年）金奉行になる。宝暦3年（1753年）8月西の丸納戸頭となり、同年12月布衣の着用を許された。宝暦9年（1759年）6月竹谷松平家の松平義著への賜物の数が合わないという失態のため、同僚河野通純とともに拝謁をとどめられることになったが、同年7月許される。徳川家重薨去により宝暦11年（1761年）寄合に入る。宝暦12年（1762年）西の丸納戸頭に復職。安永8年（1779年）二の丸留守居に移る。安永9年（1780年）老齢を理由に職を辞し、時服を3領賜る。天明6年（1786年）2月11日死去。享年89歳。
次に家督を継いだ孫の平岡資辰によって、資模らが編纂した『御九族記』が幕府に献上された（寛政2年（1790年））。